# Noční můra v Elm Street (filmová série)
V roce 1984 natočil režisér Wes Craven úspěšný hororový film Noční můra v Elm Street, čímž započal devítidílnou sérii, do které se také zařazuje i film Freddy vs. Jason a remake původního prvního filmu.

## Seznam filmů
- Noční můra v Elm Street (1984), režie Wes Craven
- Noční můra v Elm Street 2: Freddyho pomsta (1985), režie Jack Sholder
- Noční můra v Elm Street 3: Bojovníci ze sna (1987), režie Chuck Russell
- Noční můra v Elm Street 4: Vládce snu (1988), režie Renny Harlin
- Noční můra v Elm Street 5: Dítě snu (1989), režie Stephen Hopkins
- Freddyho smrt – Poslední noční můra (1991), režie Rachel Talalay
- Nová noční můra (1994), režie Wes Craven
- Freddy vs. Jason (2003), režie Ronny Yu
- Noční můra v Elm Street (remake) (2010), režie Samuel Bayer